# Willene Barton
Willene Barton (* 21. Oktober 1928 in Ocilla, Georgia; † 27. September 2005) war eine US-amerikanische Jazz-Saxophonistin (Tenorsaxophon).
Barton kam mit zehn Jahren nach New York City, wo sie die Manhattan High School besuchte. Sie lernte Saxophon weitgehend autodidaktisch, wurde aber auch von Eddie Durham unterstützt, der in den 1940er Jahren eine All-Girl-Band zusammenstellte und vorher bei den International Sweethearts of Rhythm war. 1951 begann sie selbst professionell zu spielen als Mitglied der Nachfolger der Sweethearts unter Anna Mae Winburn. Damals versuchte sie sich auch ab und zu in Cutting Contests mit der führenden Tenorsaxophonistin Vi Burnside, ohne allerdings damals an sie heranzukommen. Sie hatten aber ein gutes Verhältnis zueinander.
1953 bis 1955 hatte sie eine eigene Band mit Myrtle Young, einer ehemaligen Tenorsaxophonistin der Sweethearts, und 1955 ein eigenes Quartett Four Jewels mit Bu Pleasant (Klavier), Gloria Coleman (damals Gloria Bell), Bass. Barton war damals mit Eddie Lockjaw Davis befreundet, der zeitweilige ihr Agent war. Sie traf auch Sonny Stitt, Ben Webster, Illinois Jacquet und Gene Ammons. 1956 bildete sie eine (bis auf sie) rein männliche Band mit George Tucker, Bass, und Gildo Mahones am Klavier, mit der sie im Connie’s Inn in Harlem. Im Anschluss spielte sie ab und an sechs Jahre mit dem Organisten Dayton Selby. 1957 war sie einige Monate mit Melba Liston auf den Bermudas, als diese eine eigene All-Women-Band leitete. In den 1960er Jahren spielte sie in einer Band mit der Tenorsaxophonistin Elsie Smith, die bei Lionel Hampton gespielt hatte. Ebenfalls in den 1960ern gab sie aber wegen der Übermacht von Rock- und Popmusik ihre Bands weitgehend auf. Sie nahm einen Day Job an und trat nur noch gelegentlich auf.
Erst Anfang der 1980er Jahre begann sie wieder eigene Bands zu bilden. Sie trat auf dem Kansas City Women’s Jazz Festival auf und 1981 auf dem Kool Jazz Festival in New York in der Carnegie Hall. Sie tourte auch in Europa (Frankreich, Schweiz) mit Great Ladies of Jazz von Sandra Reeves Phillip und spielte ein Jahr später zusätzlich in Tunesien und auf dem North Sea Jazz Festival.
Sie nahm zwei Alben mit dem Dayton Selby Trio auf (The Feminine Sax, There she blows, 1957).